# Iranusa bampura
Iranusa bampura är en insektsart som beskrevs av Boris Petrovich Uvarov 1942. Iranusa bampura ingår i släktet Iranusa och familjen vårtbitare. Inga underarter finns listade i Catalogue of Life.